# 경회 김영근 문집 등 서적 29권 및 유묵13점
경회 김영근 문집 등 서적 29권 및 유묵13점은 대한민국 전라남도 강진군 칠량면에 있다. 2013년 9월 25일 강진군의 향토문화유산 제55호로 지정되었다.

## 개요
경회 김영근(1865~1934)선생은 구한말 강진 태생의 유학자이다. 1880년대부터 1950년대까지 문인 경회 김영근 선생의 시문집 및 친밀유묵 모음이다.